# نیروگاه هسته‌ای کالینینگراد
نیروگاه هسته‌ای کالینینگراد (به لاتین: Kaliningrad Nuclear Power Plant) یک نیروگاه هسته‌ای در روسیه است که در نمان (شهر) واقع شده‌است.